# ホテルニューオータニ高岡
ホテルニューオータニ高岡（ホテルニューオータニたかおか）は、富山県高岡市に所在する宿泊施設。ニューオータニグループに属する。

## 概要

### 開業まで
1979年（昭和54年）に基本計画が作成され、1983年（昭和58年）12月28日に着工した。高岡市の市街地再開発事業第1号として建設され、この時点では1985年（昭和60年）9月1日完成を予定していたが、建設中にニューオータニ高岡側と高額の地代と賃貸料を要求する筆頭地権者との対立が発生してしまい、結果、1984年（昭和59年）9月13日、ホテルニューオータニ高岡側は「市、経済界、地権者の三者が一致協力して進めるべき公共性の強い事業であるのにその要件を欠いた」として、同地でのホテルの撤退を決議した。既に地下部分の工事が進められていたため、施工者の佐藤工業は、地下部分と1階の床を作った時点の10月末に工事を中止し、その後監視人を置いて安全を守るとしていた（実際は同年10月末時点であと半年かかる状態であった）。
その後、ホテルニューオータニ高岡側は別の場所でホテルを建設することを検討することになったが、1985年（昭和60年）に筆頭地権者が工事を請け負った佐藤工業に土地を売却することを決め、同年6月26日に高岡市役所で契約書を調印した。これにより佐藤工業との権利調整が合意に達したため、同年9月5日、ホテルニューオータニ高岡はホテルの撤退決議を撤回し再進出を決めた。同時に高岡第一ビルを相手どって争っていた前渡金2億円の返還訴訟も取り下げることを決めた。
建設中止期間中の1年間に近隣のホテル事業が変わったことを受けて、同年11月26日には、14階建ては維持するものの、客室の減など一部計画を変更する旨が了承され、翌1986年（昭和61年）9月21日には当時富山県内一の高さであった57.25m、地上14階地下3階、敷地面積3,881m2、延床面積20,519m2、駐車場126台分（地下2階）、商業ゾーン『クレビ』が地下1階 - 2階に同居したホテルが完成し、同年10月1日に商業ゾーン『クレビ』と共に開業した。

### 開業以降
2024年（令和6年）1月1日、令和6年能登半島地震発生の影響で屋上の給油タンクが破損したため、当面の間は宿泊部門を休止し、レストランのみ通常営業する。1月22日 - 1月24日に復旧作業と客室の安全点検を終え、2月1日より宿泊部門の営業を再開した。
2024年度より、ゼロ・エネルギー・ビルを目指すための改修工事に着手し、早ければ同年度内にも着工する。重油を燃料に使用するボイラーから地中熱や地下水熱を活用したヒートポンプに切り替え、太陽光発電パネルの設置や照明のLED化、高断熱サッシの導入などを検討している。

## 施設
- 客室88室（スタンダードシングル22室、エグゼクティブシングル11室、エグゼクティブダブル4室、スタンダードツイン30室、エグゼクティブツイン7室、デラックスツイン2室、スイートルーム1室、和室1室）[13]。
- レストラン
  - 日本料理『都万麻』[13]
  - トップレストラン『フォーシーズン』[13]
  - バー&ラウンジ『グラウス』[13]
  - バー『エルミー』[13]
  - 鉄板焼『さくら』[13]
  - カフェ&ダイニング『COO』[13]
  - 食楽房『ENJYU』[13]

この他、宴会場、結婚式場も設けられている。

## 周辺
- 高岡駅
- 高岡大仏
- 高岡古城公園
- 御旅屋セリオ
- ウイング・ウイング高岡

## アクセス
- あいの風とやま鉄道線：高岡駅北口から徒歩5分。